# Pappophorum bicolor
Pappophorum bicolor är en gräsart som beskrevs av Eugène Pierre Nicolas Fournier. Pappophorum bicolor ingår i släktet Pappophorum och familjen gräs. Inga underarter finns listade i Catalogue of Life.